# Murgenthal
Murgenthal is een gemeente en plaats in het Zwitserse kanton Aargau en maakt deel uit van het district Zofingen.
Murgenthal telt 2.864 inwoners.